# La Fenaison en Auvergne
La Fenaison en Auvergne est un tableau de Rosa Bonheur réalisé en 1855. 
Cette huile sur toile représente des paysans s'affairant autour d'une charrette de foin tirée par des bœufs pendant la fenaison en Auvergne. 
Montrée à l'Exposition universelle de 1855, à Paris, elle fait partie des collections du musée d'Orsay et se trouve en dépôt au musée national du château de Fontainebleau, en Seine-et-Marne.

## Description du tableau
Ce tableau est inspiré des nombreux séjours en Auvergne et dans le Cantal d’où elle rapporte de nombreux croquis de paysages et d’animaux. 
Rosa Bonheur représente ici une scène de fenaison, c’est-à-dire la coupe et la récolte des foins au mois de juin. Un attelage de bœufs est vu de front, tirant une charrette de foin à la lumière du petit matin. Un paysan maintient l’une des bêtes par les cornes, tandis que différentes figures moissonnent les champs aux alentours. Un homme et une femme montés sur les ballots de foin à l’arrière de la charrette attirent le regard. Le tableau frappe par sa sérénité et par sa grande lumière. Le ciel bleu dans lequel se détachent au loin de discrets nuages occupe la moitié du tableau et le soleil radieux est évoqué par l’ombre portée de la charrette sur le sol du champ .
L'artiste recourt à la perspective linéaire pour structurer son tableau et guider le regard du spectateur. Les lignes de force convergent vers un point de fuite situé au centre de la composition, créant une impression de profondeur et d'espace. Cette technique permet également de mettre en valeur les différents plans du tableau, du premier plan occupé par les personnages et les animaux jusqu'à l'arrière-plan montagneux.

## Historique de son emplacement[3]
- 1854 : achat par l'État (20 000 francs)
- 1855 : Œuvre exposée lors de l'Exposition universelle de 1855 (obtient une médaille)
- De 1874 à 1878 : musée du Luxembourg[4], Paris (sorti le 18 décembre 1878)
- 1878 : déposé au musée national du château de Fontainebleau

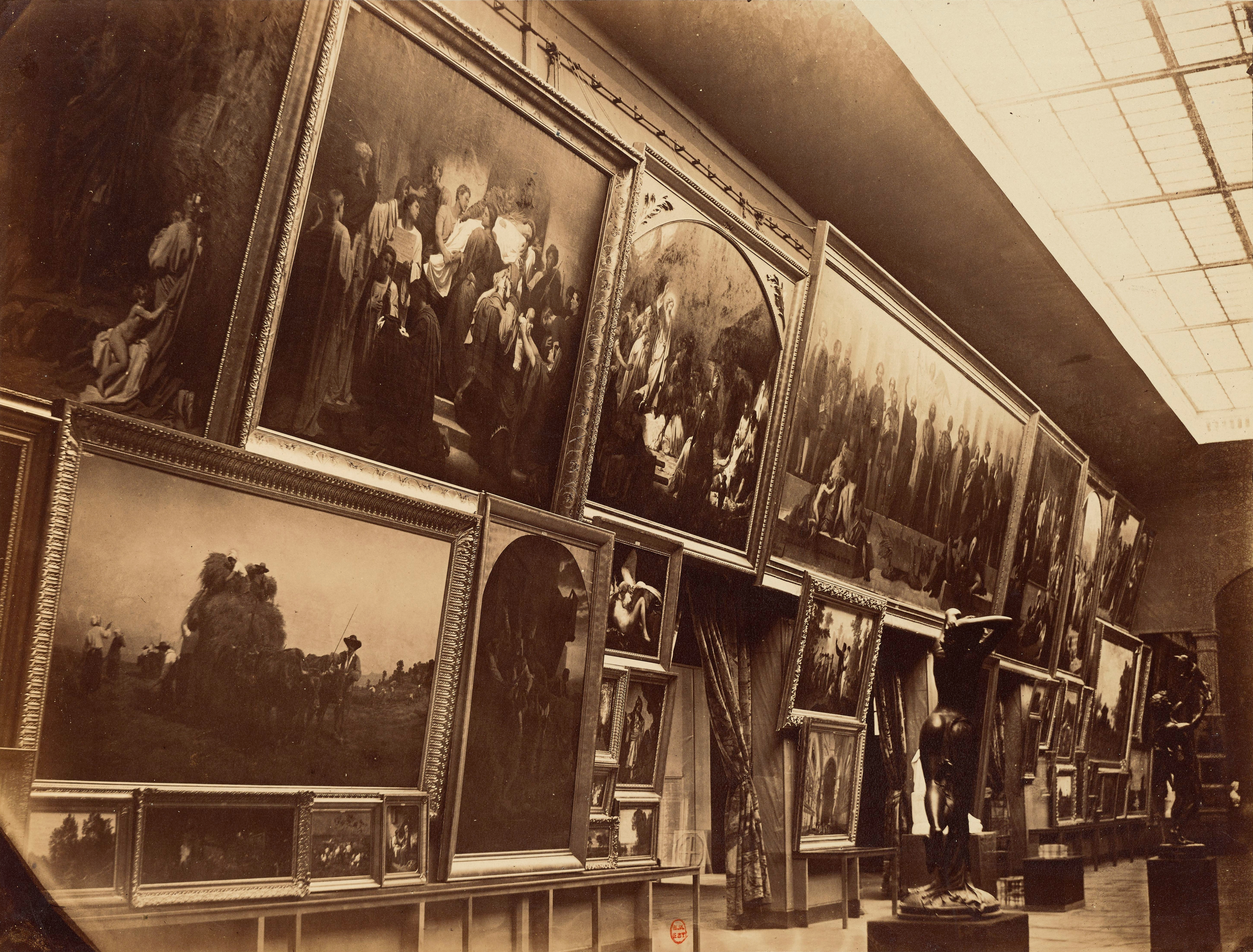
En bas à gauche, lors de l'Exposition universelle de 1855 (photographie   d'Eugène Disdéri)